# Moixernó de tardor (grup de bolets)
Els moixernons de tardor són moixernons que, a diferència dels moixernons veritables, són bolets eminentment tardorals. Hi ha una certa confusió al voltant de la denominació «moixernó de tardor», de manera que s’aplica a bolets molt diferents. El moixernó de tardor ver (Clitopilus prunulus) és un bolet que comparteix el mateix hàbitat pratícola pasturat que el moixernó ver (Calocybe gambosa), el mateix aspecte, color i l’olor de farina. Només canvia l’estació de creixença. Cap altra espècie de bolet de tardor té aquestes característiques.

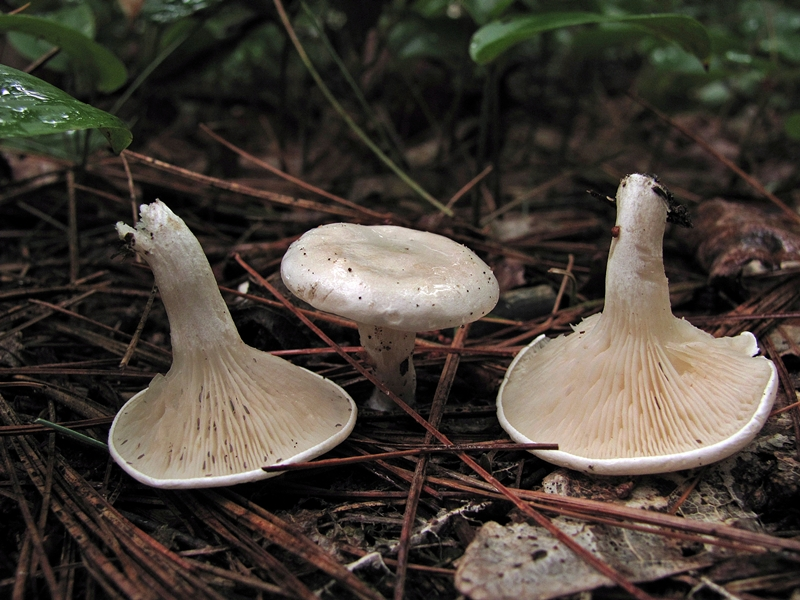
Moixernó de tardor o moixernó blanc (Clitopilus prunulus)

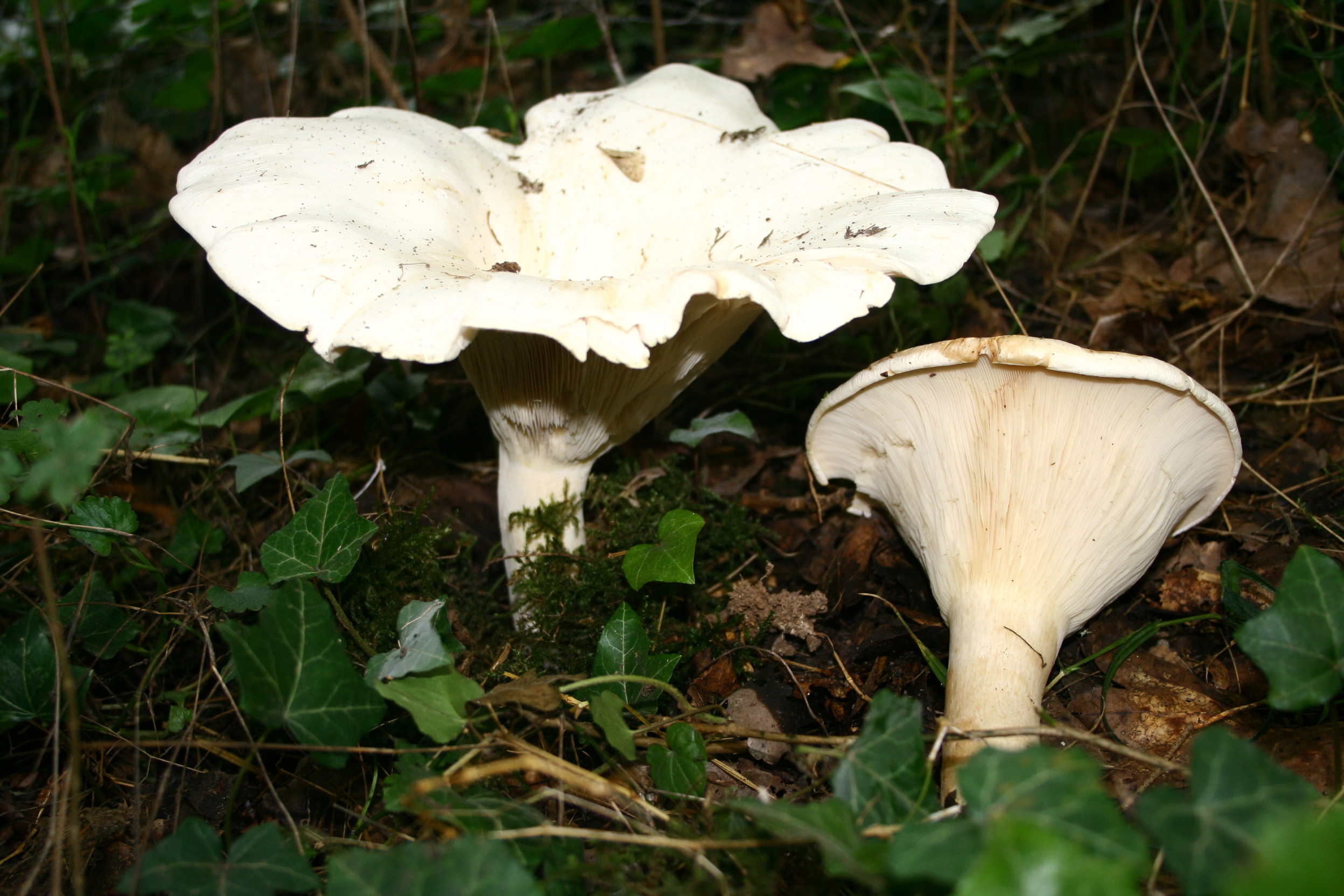
Moixernó gegant (Aspropaxillus giganteus)(= Clitocybe geotropa var. gigantea)

En aquest grup hi ha espècies que formen bolets enormes, sorprenentment desmesurats, de mida gegantina. Solen créixer formant corriols en prats de muntanya, alguns també en clarianes de boscos de terra baixa.

## Espècies de moixernons de tardor
Les espècies més corrents de moixernons de tardor són:
- Clitopilus prunulus, moixernó de tardor o moixernó blanc[2]
- Lepista luscina, moixernó de mota
- Lepista panaeolus, moixernó tacat
- Aspropaxillus giganteus (= Clitocybe geotropa var. gigantea), moixernó gegant
- Aspropaxillus candidus, moixernó gegant solcat
- Aspropaxillus lepistoides, moixernó gegant bombat.